# Federico Alberto Daus
Federico Alberto Daus (La Plata, 1901 — Buenos Aires, 1988) fue un geógrafo argentino, académico, profesor e investigador. Fue autor de numerosas obras de geografía, dedicándose a la geografía en un amplio espectro de niveles de análisis. Egresó del Instituto Nacional de Profesorado Secundario en 1922 (hoy Instituto Superior del Profesorado "Joaquín V. González").
Se dedicó principalmente a la geografía política e histórica, pero también realizó importantes contribuciones a la geografía económica y física. Fue profesor de la Universidad de Buenos Aires a partir de 1928, de la Universidad Nacional de La Plata a partir de 1939. Posteriormente se incorporó a la Universidad del Salvador, donde fundó la Escuela de Geografía. También incursionó en la docencia secundaria, desde el Colegio Nacional de Buenos Aires, del cual también fue vicerdirector.  Ya retirado, fue convocado por el Instituto del Servicio Exterior de la Nación (ISEN). 
Se le otorgó el título de doctor 'honoris causa' por la Universidad de Buenos Aires en 1971. Fue presidente de GÆA Sociedad Argentina de Estudios Geográficos de 1949 a 1957 y de 1965 a 1979. Entre sus libros, el más importante fue Geografía y unidad argentina (1957 y 1978), así como también Qué es la geografía (1962) y El desarrollo argentino (1969). Contando diversos formatos de contribuciones científicas, ha escrito más de 50 libros y artículos.

## Algunos libros publicados
- Geografía Física de la Argentina, Estrada, Buenos Aires, 1945.
- Argentina (tomo de la Geografía de América dirigido por Vidal de la Blache y L. Gallois), Montaner y Simón, Barcelona, 1949. (segunda edición: 1957).
- La supuesta Captura del Río Fénix, Universidad de Buenos Aires, Buenos Aires, 1950.
- Geografía y unidad argentina, Nova, Buenos Aires, 1957 (segunda edición: 1978).
- Fisonomía Regional de la República Argentina, Nova, Buenos Aires, 1959.
- ¿Qué es la geografía?, Columba, Buenos Aires, 1962 (sexta edición: 1992).
- Geografía Argentina II - Parte Humana, Estrada, Buenos Aires, 1953.
- El desarrollo argentino. Visión retrospectiva. Apreciación actual. Programa de futuro, EUDEBA, Buenos Aires, 1969 (cuarta edición: 1975).
- El subdesarrollo Latinoamericano, El Ateneo, Buenos Aires, 1971 (segunda edición: 1976).
- Desarrollo y comportamiento, El Ateneo, Buenos Aires, 1976.

## Algunos artículos publicados
- DAUS, F. (1935). Geografía Regional. Boletín de la Universidad Nacional de La Plata 19, 1, 89-97.
- DAUS, F. (1939). El poblamiento de la Argentina. Servir 32, 3-24.
- DAUS, F. (1940). Los bosques del Chaco. Humanidades (La Plata) 28, 139-201.
- DAUS, F. (1940). El medio geográfico como fuente de riqueza. Revista Cursos y conferencias 17, 8, 2130-2149.
- DAUS, F., García Gache, R. (1945). Distribución de la población argentina por regiones geográficas. Revista de Economía Argentina 44, 324, 294-296.
- DAUS, F. (1969). ¿Geografía sistemática o geografía regional en la enseñanza media? Anales GÆA XIII, 36-50. 1969a.
- DAUS, F. (1980). El ámbito pampeano. In: “Atlas de Buenos Aires”, (organizado por Horacio Difrieri) tomo I. Municipalidad de Buenos Aires. Buenos Aires. 1981.